# Sweden Hockey Games 2005
Hokejový turnaj Sweden Hockey Games 2005 byl odehrán od 10. do 13. února 2005 ve Stockholmu. Utkání Finsko - Rusko bylo odehráno v Tampere.

## Výsledky a tabulka
|    |         | SWE     | CZE    | RUS    | FIN    | V | VP | PP | P | Skóre | B |
| 1. | Švédsko | Švédsko | 3:2sn  | 3:2    | 5:1    | 2 | 1  | 0  | 0 | 11:5  | 8 |
| 2. | Česko   | 2:3sn   | Česko  | 4:3    | 3:2 PP | 1 | 1  | 1  | 0 | 9:8   | 6 |
| 3. | Rusko   | 2:3     | 3:4    | Rusko  | 4:3 PP | 0 | 1  | 0  | 2 | 9:10  | 2 |
| 4. | Finsko  | 1:5     | 2:3 PP | 3:4 PP | Finsko | 0 | 0  | 2  | 1 | 6:12  | 2 |

 Rusko -  Finsko 4:3 PP (1:2, 2:1, 0:0 - 1:0)
10. února 2005 (18:30) - Tampere

Branky  Rusko: 9:07 Alexej Kovaljov, 25:54 Fedor Fedorov, 28:44 Vladimir Antipov, 61:25 Alexej Kajgorodov

Branky  Finsko: 1:31 Timo Pärssinen, 10:49 Pasi Puistola, 27:43 Timo Pärssinen.

Rozhodčí: Marcus Vinnerborg - Stefan Fonselius (SWE), Antti Orelma (FIN)

Vyloučení: 3:4 (2:1)

Diváků: 7 482
Finsko: Nurminen - Väänänen, Söderholm, Mäntylä, Puistola, Kiprusoff, Niemi, Saravo, Louhi - Hagman, Pirnes, Kallio - Jantunen, Filppula, Uhlbäck - Hentunen, Pärssinen, Vuotilainen - Pakaslahti, Rita, J. Ruutu.
Rusko: Sokolov - Tjutin, A. Markov, Kuljaš, Aťušov, Metljuk, Kondratěv, Denisov, Rjazancev - Kajgorodov, Kovaljov, Kovalčuk - Frolov, Antipov, Čubarov - Ščastlivyj, Afanasenkov, F. Fjodorov - Simakov, Kurjanov, Perežogin.

 Česko -  Švédsko 2:3  SN  (1:1, 1:1, 0:0 – 0:0, 0:1)
10. února 2005 (19:00) - Stockholm

Branky  Česko: 16:05 Václav Prospal, 35:16 Jan Hlaváč

Branky  Švédsko: 5:39 Andreas Johansson, 31:15 Andreas Johansson, rsn. Mattias Weinhandl

Rozhodčí: Rafael Kadyrov (RUS) - Per Svensson, Mikael Ljungqvist (SWE)

Vyloučení: 7:4 (0:1) navíc Ekman (SWE) na 10 min.

Diváků: 10 257
Švédsko: Lundqvist - Rhodin, Tärnström, M. Johansson, D. Tjärnqvist, Bäckman, Eriksson - Weinhandl, J. Jönsson, A. Johansson - Kahnberg, Zetterberg, Hedström - Ekman, M. Nilson, Davidsson - Hagos, Modin.
Česko: Hnilička - Židlický, Fischer, Šmíd, T. Kaberle, Pilař, R. Hamrlík, Kadlec, F. Kaberle - Dvořák, Prospal, Bulis - Havlát, D. Výborný, Hlaváč - Balaštík, Čajánek, M. Erat - R. Vrbata, Vašíček, Bednář.

 Finsko -  Česko 2:3 PP (0:1, 0:0, 2:1 - 0:1)
12. února 2005 (12:00) - Stockholm

Branky  Finsko: 50:29 Timo Pärssinen, 53:10 Toni Söderholm

Branky  Česko: 14:01 Josef Vašíček, 19:25 David Výborný, 62:04 Jaroslav Bednář.

Rozhodčí: Ulf Andersson - Joacim Karlsson, Leo Takula (SWE)

Vyloučení: 7:5 (1:0)

Diváků: 11 107
Česko: A. Svoboda - Židlický, Fischer, Šmíd, T. Kaberle, Pilař, R. Hamrlík, Kadlec, F. Kaberle - Dvořák, Prospal, Bulis - Havlát, D. Výborný, Hlaváč - Balaštík, Čajánek, M. Erat - R. Vrbata, Vašíček, Bednář.
Finsko: Noronen - Väänänen, Söderholm, Kiprusoff, Niemi, Puistola, Mäntylä, Luoma - Hagman, Pirnes, Kallio - Louhi, Filppula, Jantunen - Pärssinen, Vuotilainen, Hentunen - J. Ruutu, Pakaslahti, Rita.

 Švédsko -  Rusko 3:2 (1:2, 0:0, 2:0)
12. února 2005 (15:30) - Stockholm

Branky  Švédsko: 15:29 Magnus Kahnberg, 46:02 Mikael Samuelsson, 56:25 Jonathan Hedström

Branky  Rusko: 2:03 Dmitrij Afanasenkov, 11:23 Alexander Frolov

Rozhodčí: Milan Minář (CZE) - Anders Karlberg, Mikael Ljungqvist (SWE)

Vyloučení: 4:4 (1:1)

Diváků: 13 362

 Česko -  Rusko 4:3 (1:0, 1:0, 2:3)
13. února 2005 (12:00) - Stockholm

Branky  Česko: 17:03 Marek Židlický, 37:45 Jan Hlaváč, 41:01 Jan Bulis, 54:05 Jan Hlaváč

Branky  Rusko: 41:58 Dmitrij Afanasenkov, 56:02 Alexander Rjazancev, 59:58 Denis Denisov.

Rozhodčí: Ulf Rönnmark - Anders Karlberg, Peter Lyth (SWE)

Vyloučení: 9:6 (0:0) navíc Dvořák (CZE) na 10 min, Kondratěv (RUS) 5 min a do konce utkání.

Diváků: 2 317
Česko: Hnilička - Židlický, Fischer, Šmíd, T. Kaberle, Pilař, R. Hamrlík, Kadlec, F. Kaberle - Dvořák, Prospal, Bulis - Olesz, D. Výborný, Hlaváč - Balaštík, Čajánek, M. Erat - R. Vrbata, Vašíček, Bednář.
Rusko: Jegorov - Tjutin, A. Markov, Kuljaš, Aťušov, Metljuk, Kondratěv, Rjazancev, Denisov - Kovaljov, Kajgorodov, Kovalčuk - Antipov, Čubarov, Ščastlivyj - F. Fjodorov, Skugarev, Afanasenkov - Simakov, Kurjanov, Perežogin.

 Švédsko -  Finsko 5:1 (0:0, 3:0, 2:1)
13. února 2005 (15:30) - Stockholm

Branky  Švédsko: 20:52 Dick Tärnström, 28:16 Nils Ekman, 36:17 Henrik Zetterberg, 53:11 Jonathan Hedström, 59:08 Mattias Weinhandl

Branky  Finsko: 45:03 Marko Jantunen

Rozhodčí: Milan Minář (CZE) - Joacim Karlsson, Leo Takula (SWE)

Vyloučení: 5:5 (2:0, 1:0) navíc Väänänen (FIN) 5 min a do konce utkání.

Diváků: 13 320
Švédsko: Lundqvist - Rhodin, Tärnström, M. Johansson, D. Tjärnqvist, Bäckman, Hävelid, Eriksson - Weinhandl, J. Jönsson, A. Johansson - Kahnberg, Zetterberg, Hedström - Ekman, Davidsson, T. Johansson - Modin, Hagos, Samuelsson.
Finsko: Nurminen - Väänänen, Söderholm, Mäntylä, Puistola, Kiprusoff, Niemi, Luoma - Jantunen, Pirnes, Kallio - Uhlbäck, Louhi, Hagman - Pärssinen, Vuotilainen, Hentunen - J. Ruutu, Pakaslahti, Rita - Filppula.